# 社会福利公共中心

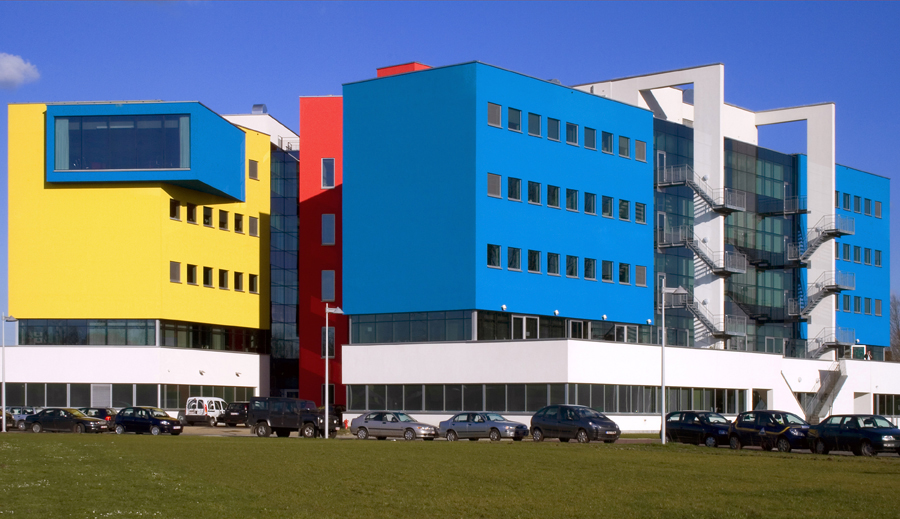
比利时布鲁日的社会福利公共中心

在比利时，每个市镇均有一个社会福利公共中心（荷蘭語：Openbaar Centrum voor Maatschappelijk Welzijn，OCMW，CPAS，ÖSHZ），其为公共机构，旨在使每个人都能过上有尊严的生活，提供的社会服务包括经济援助、医疗援助、住房和法律咨询。